# Lac Vert (Hébertville)
Pour les articles homonymes, voir Lac Vert.
Le lac Vert est un plan d'eau douce du bassin versant de Belle Rivière et du lac Saint-Jean, dans la municipalité de Hébertville, dans la municipalité régionale de comté (MRC) de Lac-Saint-Jean-Est, dans la région administrative de la Saguenay–Lac-Saint-Jean, dans la province de Québec, au Canada.
La zone autour du lac est desservie par la route 169 qui passe à l’ouest, par le chemin du rang Saint-Isidore (rive nord) et par le chemin du rang du Lac Vert (rive sud), pour les besoins des activités récréotouristiques, surtout la villégiature.
Les activités récréotouristiques, surtout la villégiature, constituent les principales activités économique de cette zone ; l’agriculture et la foresterie, en second.
La surface du lac Vert est habituellement gelée du début de décembre à la fin mars, toutefois la circulation sécuritaire sur la glace se fait généralement de la mi-décembre à la mi-mars.

## Géographie
Les principaux bassins versants voisins du lac Vert sont :
- côté nord : lac Kénogamichiche, rivière des Aulnaies, Petite rivière Bédard, rivière Bédard, rivière Raquette, la Petite Décharge ;
- côté est : lac Kénogamichiche, lac Kénogami, rivière Pikauba, rivière Chicoutimi, bras des Angers, rivière aux Sables, rivière Cascouia ;
- côté sud : La Belle Rivière, ruisseau L'Abbé, lac de la Belle Rivière, rivière du Milieu, rivière Métabetchouane ;
- côté ouest : Belle Rivière, rivière Métabetchouane, ruisseau de la Belle Rivière, rivière à Grignon, rivière Ouiatchouan, lac Saint-Jean.

Le lac Vert comporte une longueur de 3,6 km, une largeur de 0,75 km et une altitude de 142 m. Ce lac est surtout alimenté par des ruisseaux riverains. Du côté nord, ce lac est séparé du lac Kénogamichiche, par une bande de terre d’une largeur variant entre 0,03 m et 0,26 km, sur toute la longueur du lac. L’embouchure de ce lac est située au nord-est, à:
- 0,8 km au sud-ouest du pont enjambant le lac Kénogamichiche;
- 3,6 km au nord-est de la route 169;
- 4,5 km à l’ouest du lac Kénogami;
- 5,3 km à l’est du centre du village de Hébertville;
- 19,6 km à l’est du lac Saint-Jean;
- 30,9 km à l’ouest du barrage de Portage-des-Roches;
- 19,9 km au sud du centre-ville de Alma;
- 41,1 km au sud-ouest de la confluence de la rivière Chicoutimi et de la rivière Saguenay[2].

À partir de l’embouchure du lac Vert, le courant traverse le lac Kénogamichiche sur 3,2 km vers l’ouest, puis suit consécutivement le cours de la rivière des Aulnaies sur 5,9 km vers le nord-ouest, le cours de la Belle Rivière sur 6,1 km vers le nord-ouest (via une baie), puis traverse la partie est du lac Saint-Jean vers le nord sur 15,4 km, emprunte le cours de la rivière Saguenay via la Petite Décharge sur 172,3 km jusqu’à Tadoussac où il conflue avec l’estuaire du Saint-Laurent.

## Toponymie
Le toponyme « lac Vert » a été officialisé le 23 septembre 1975 par la Commission de toponymie du Québec.